# 가미오쓰키역
가미오쓰키역(일본어: 上大月駅, かみおおつきえき)은 일본 야마나시현 오쓰키시에 있는 후지 급행 오쓰키 선의 역이다.
오쓰키역에서 600m 떨어진 지점에 위치해 있으며, 일부 보통열차는 이 역을 무정차 통과한다.

## 타는 곳
단선 승강장으로 역 건물은 없지만, 승강장 위에 작은 대합실이 있다.

## 인접역
| 후지 급행 ■오쓰키 선                      | 후지 급행 ■오쓰키 선 | 후지 급행 ■오쓰키 선 |
| ----------------------------------------- | -------------------- | -------------------- |
| 오쓰키                                    | 보통                 | 다노쿠라 가와구치 호 |
| 일부 보통 열차는 이 역을 무정차 통과한다. |                      |                      |